# Ze světa lesních samot
Román Ze světa lesních samot napsal Karel Klostermann pro revue Osvěta, ve které vycházel od června 1891. Jde o první román volného „šumavského“ cyklu. Knižně vyšel roku 1894 (někdy uváděn i rok 1892) a byl kladně přijat kritikou a především i čtenáři. Příčinu této oblíbenosti je možné vidět v Klostermannově specializaci na kraj, který dobře znal a který ještě žádným autorem nebyl zpracován:
| „ | Českým čtenářům se otevřel pohled do zcela neznámého a nového světa: do světa šumavských pralesů, močálů roztroušených vesnic a samot v té Šumavě, která byla tehdy ještě nepřístupná, zvláště v zimě, kdy celé vesnice zapadávaly sněhem a s podhůřím nebylo spojení. (...) A ještě více: dovídali se o lidech tam žijících, vesničanech, dřevorubcích, o lesním personálu, o pytlácích, podloudnících, o jejich životě a osudech. | “ |
| — Vítězslav Tichý v Doslovu ke KLOSTERMANN, Karel. Ze světa lesních samot. 11. vyd. Praha: Státní nakladatelství krásné literatury, hudby a umění, 1955. S. 243. | |   |

## Rozbor románu

### Místo a čas
Časoprostorově je děj zasazen do Pürstlinku (česky Březník, 48°58′17″ s. š., 13°28′56″ v. d.) šedesátých let 19. století. Samotný Březník leží jihovýchodně od Železné Rudy, při hranicích s Bavorskem. V oněch dobách k místní myslivně nevedla přes pralesy a močály žádná silnice.
Nesmiřitelná příroda a obtížné životní podmínky na Pürstlinku silně formovaly charakter postav románu. Ty, jejichž původ klade autor do těchto krajin (rodina hajného Vavrucha, revírník Malý a další), jsou zvyklé odloučenosti od civilizace a prázdnotě života na samotě. Postavy, které na Šumavu přicházejí z jiných končin (revírník Kořán a jeho manželka, příručí Svijanský a jeho kolega Bártovec, finančníci, lesníci a další), se s místními podmínkami vyrovnávají obtížně.

### Děj
K revírníku Kořánovi přijíždí na lesní samotu do Pürstlinku mladý lesnický příručí Karel Svijanský. Seznamuje se s drsným krajem i drsnými mravy jeho obyvatel. Brzy se zamiluje do Katy, půvabné dcery hajného Vavrucha, přestože ho Kořán upozorňuje, že nerovný vztah s nevzdělanou prostou dívkou pro něho nemá žádnou perspektivu. Svijanský se ji marně pokouší vzdělávat, aby ji vyzvedl na svou úroveň, ale zůstává s ní pro její půvab a dobré srdce.
V prostředí hlubokých lesů, samorostlých, neotesaných venkovanů a naprostého odříznutí od civilizace v dlouhých, nudných zimách velmi trpí Kořánova mladá žena, která ho dokonce na čas opouští. Přesvědčuje ho, aby se nechal přeložit jinam.
Kromě obvyklých lesnických prací revírník a hajný Vavruch bojují též s pytláky, kterých obávaný hajný v minulosti již několik po lesích zastřelil. Při jednom zátahu na pytláky je Kořán těžce raněn a Svijanský následně jednoho z nich v sebeobraně postřelí. Je sice soudem zproštěn viny, kvůli hrozící pomstě zbytku pytlácké tlupy je ale nucen Pürstlink opustit. Kořán je po uzdravení přeložen ze Šumavy na Chýnovsko, což velmi přivítá on i jeho žena.
Starý prales je v závěru zničen vichřicí, v polomech začíná kůrovcová kalamita. Když se po letech Svijanský, nově již revírník v Krumlově, vrací pro Katy, jíž slíbil sňatek, zjišťuje, že se mezitím provdala do Bavorska a hajný již před časem zemřel; k tomuto krásnému, ale nehostinnému místu jej tak už nic nepoutá.

## Historie textu

### Geneze
Po své české prvotině, kterou byla povídka Rychtářův syn (s podtitulem Ze šumavského života) a která vycházela v prvních dvou číslech Osvěty roku 1891, se Klostermann rozhodl napsat rozměrnější dílo, novelu. Práci na ní započal na konci roku 1890 a sliboval redaktoru Osvěty Václavu Vlčkovi, že ji dokončí a jemu zašle „nanejdéle do polovice ledna“. Zamýšlená novela se ale Klostermannovi proměnila v román, a tak dodal redaktorovi rukopis až v květnu 1891. Spěch, v němž dokončil a předal k tisku svou románovou prvotinu, může být příčinou její slabší stylistické a jazykové propracovanosti. V knižním vydání navíc ponechal volnou ruku „brusičskému nakladatelskému oprávci“ a další vydání nijak nerevidoval. Příčinou mohl být Klostermannův pohled na jednou napsaný text jako na uzavřené vyprávění, stejně jako povahová ústupnost, s níž nechával jiné zasahovat do svého díla. Vzhledem k tíživým finančním poměrům vždy po dokončení díla započal práci na dalším.
Bez zajímavosti není, že jisté změny oproti rukopisu prosadil právě redaktor Václav Vlček. Šlo především o nemanželské dítě, které zplodili Katy a Svijanský v prvotní verzi románu. Vlček se zřejmě obával, že čtenáře Osvěty by něco takového přespříliš pobouřilo. Toto dítě tedy z příběhu zmizelo.

### Vydání
Dle bibliografické publikace Karel Klostermann (1848-1923) : Soupis díla vyšel román Ze světa lesních samot v následujících vydáních:
- časopisecky:
  1.  Ze světa lesních samot. Osvěta. 1891, roč. 21, čís. 6–12. Dostupné online.
  2.  Ze světa lesních samot. Jihočeská pravda. 1964, roč. 20, čís. 50 a 219. (Ve dvou částech: začátek 27. 2. 1964, dokončení 15. 9. 1964)
- knižně:
  1.  Ze světa lesních samot. 1. vyd. Praha: Jos. R. Vilímek, 1894. 317 s. (Spisy, sv. 1)
  2. Druhé vydání nezjištěno
  3.  Ze světa lesních samot. 3. vyd. Praha: Vilímek, 1904. 355 s.
  4.  Ze světa lesních samot. 4. vyd. Praha: Vilímek, 1919. 355 s.
  5.  Ze světa lesních samot. 5. vyd. Praha: Vilímek, 1922. 355 s. Dostupné online.
  6.  Ze světa lesních samot. Ilustrace Otakar Štáfl. 6. vyd. Praha: Jos. R. Vilímek, 1926. 224 s.
  7.  Ze světa lesních samot. 7. vyd. Praha: Jos. R. Vilímek, 1933. 355 s.
  8.  Ze světa lesních samot. 8. vyd. Praha: Jos. R. Vilímek, 1940. 280 s.
  9.  Ze světa lesních samot. Ilustrace František Vrobel. 9. vyd. Praha: Jos. R. Vilímek, 1941. 226 s.
  10.  Ze světa lesních samot. Ilustrace František Vrobel. 10. vyd. Praha: Jos. R. Vilímek, 1947. 221 s.
  11.  Ze světa lesních samot. Příprava vydání Vítězslav Tichý. 11. vyd. Praha: Státní nakladatelství krásné literatury, hudby a umění, 1955. 245 s.
  12.  Ze světa lesních samot; V ráji šumavském. Příprava vydání Vítězslav Tichý. 12. vyd., v SNKLHU 1. vyd. Praha: Státní nakladatelství krásné literatury, hudby a umění, 1956. 416 s. (Vybrané spisy Karla Klostermanna, sv. 1)
  13.  Ze světa lesních samot. Ilustrace František Peterka. 12. vyd., v SNKLU 3. vyd. Praha: Státní nakladatelství krásné literatury a umění, 1965. 205 s. (Česká klasická próza)
  14.  Ze světa lesních samot. Příprava vydání Miloslav Šváb; ilustrace Vladimír Havlic. 14. vyd., v Západočeském nakladatelství 1. vyd. Plzeň: Západočeské nakladatelství, 1969. 251 s.
  15.  Ze světa lesních samot. Ilustrace Cyril Bouda. 15. vyd., v Čs. spisovateli 1. vyd. Praha: Československý spisovatel, 1975. 254 s. (Slunovrat. Velká řada, sv. 34)
  16.  Ze světa lesních samot. Příprava vydání Václav Vaněk; redakce Jaroslava Janáčková a Mojmír Otruba. Praha: Nakladatelství Lidové noviny, 1999. 285 s. ISBN 80-7106-284-7. (Česká knižnice)
  17.  Ze světa lesních samot. Příprava vydání Václav Vaněk; redakce Jaroslava Janáčková a Mojmír Otruba. Praha: Nakladatelství Lidové noviny, 2001. 285 s. ISBN 80-7106-284-7. (Česká knižnice)
  18.  Ze světa lesních samot. Ilustrace Josef Kodym. 20. vyd. Sušice: Radovan Rebstöck, 2003. 199 s. ISBN 80-85301-87-3.

### Film
V roce 1933 natočil podle Klostermannova románu stejnojmenný film režisér Miroslav Josef Krňanský.

### Rozhlas
V roce 1983 byla kniha zpracována jako dvanáctidílná dramatizovaná četba na pokračování v Československém rozhlasu. Hráli Otakar Brousek, Vilém Besser, Čestmír Řanda, Václav Kaňkovský, Jiří Hromada, Ludmila Roubíková, Pavel Soukup, Jan Faltýnek, Vladimír Krška, Jiří Váchal a další. Režii měla Jana Bezdíčková.